# Сонячний магнітограф

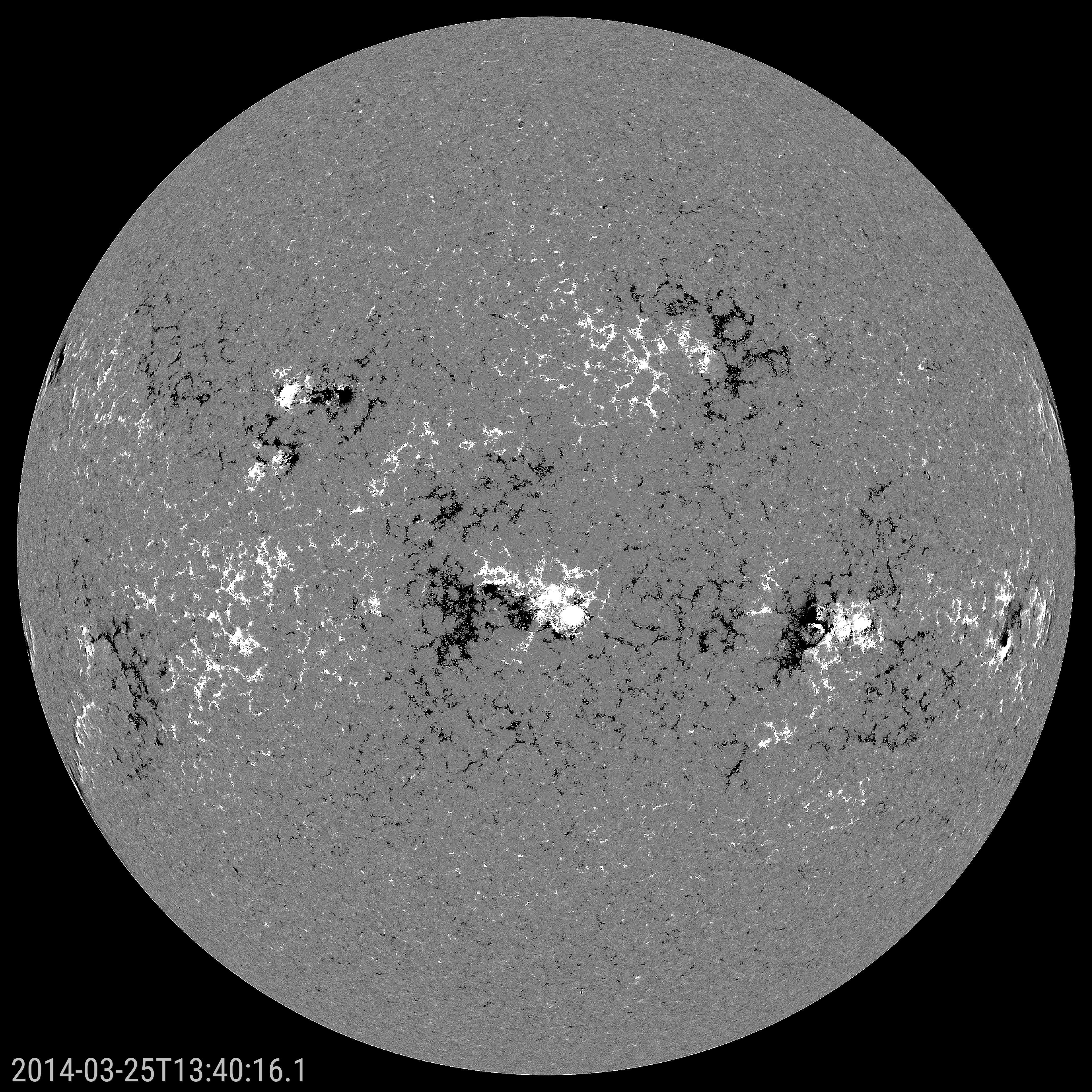
Магнітограма, отримана приладом HMI на борту Solar Dynamics Observatory

Сонячний магнітограф — прилад для вимірювання магнітного поля Сонця. Графічне представлення просторових змін сили магнітного поля Сонця, отримане за допомогою магнітографа, називають сонячною магнітограмою.
Деякі магнітографи вимірюють лише абсолютне значення напруженості магнітного поля, тоді як інші здатні вимірювати всі три просторові компоненти магнітного поля. Останні називають векторними магнітографами. Ці вимірювання проводяться за допомогою ефекту Зеемана або, рідше, ефекту Ханле.
Перший магнітограф був сконструйований Джорджем Еллері Гейлом у 1908 році.